# Panchiko
Panchiko es una banda británica de indie rock formada en Nottingham, Reino Unido a finales de los años 90, que mezcla elementos del rock con otros géneros, como lo son el trip-hop y el lo-fi. En sus inicios, la banda estaba conformada por los miembros Owain Davies (vocalista y guitarrista), Andy Wright (guitarrista y tecladista), Shaun Ferreday (bajista) y John (baterista). Algunas de las bandas que influenciaron a Panchiko incluyen a Radiohead, Super Furry Animals, The Beatles y Nirvana. El sonido de la banda ha sido descrito como ensoñador y meloso.

## Historia
La banda fue formada cerca de 1997 en Reino Unido por cuatro amigos de la infancia; Owain, Andy, Shaun y John, quienes eran adolescentes en ese momento. Trabajaban con equipo musical asequible y eran altamente influenciados por los grupos de rock del momento.
Andy Wright mencionó en una entrevista para Corduroy Threads que en una ocasión el grupo entró a una batalla de bandas en el bar Berlins pero fueron descalificados luego de que los dueños del bar descubrieran que eran menores de edad.[cita requerida]
El primer EP de la banda, titulado D>E>A>T>H>M>E>T>A>L fue grabado entre 1999 y 2000 y fue lanzado en ese mismo año, mientras que su segundo EP titulado Kicking Cars fue grabado entre 2000 y 2001. Unas 30 copias fueron creadas y enviadas a sellos discográficos, pero ninguno respondió a excepción de Fierce Panda. Poco tiempo después, en 2001, la banda se separó y los integrantes siguieron caminos separados. Cabe mencionar que no se volvió a saber de John, el baterista.
Panchiko recibió atención publica por primera vez en 2016, luego de que el primer EP de la banda fuese publicado por un usuario anónimo en el tablón de música del sitio web 4chan en búsqueda de información sobre el álbum, el cual había sido extraído de un CD deteriorado y subido al tablón en ese estado. La reacción del los usuarios fue inesperada y hasta alabaron el álbum. Esto causó tanto interés que usuarios de 4chan, Reddit y Discord intentaron encontrar a los miembros de la banda a través de internet en busca de una copia del álbum con mejor calidad. Luego de hacer contacto con Owain, el vocalista de la banda mediante Facebook, Panchiko finalmente se reunió y D>E>A>T>H>M>E>T>A>L fue relanzado en formato digital en su calidad original junto a tres canciones inéditas del EP Kicking Cars.
En 2020, además de la reedición de D>E>A>T>H>M>E>T>A>L el cuarteto también lanzó su primer sencillo en 20 años, "R>O>B>O>T>S>R>E>P>R>I>S>E" junto a "Machine Gun Drum" y una canción inédita de 1997. También un nuevo álbum llamado Ferric Oxide compuesto por canciones antiguas y demos de la banda fue lanzado en casete y formato digital. En 2021, la banda lanzó el sencillo The Death Of, que contiene la última canción grabada por la banda antes de su separación en 2001.

## Discografía

### Álbumes de estudio
- D>E>A>T>H>M>E>T>A>L (Digital, Vinilo y CD) (2020)
- Ferric Oxide - Demos 1997-2001 (Digital, Vinilo y Casete) (2020)
- Failed at Math(s) (Digital y Vinilo) (2023)
- Ginkgo (Digital y Vinilo) (2025)

### Álbumes en vivo
- Live in Nottingham (Digital y Vinilo) (2022)

### EP
- D>E>A>T>H>M>E>T>A>L (CD) (2000)
- D>E>A>T>H>M>E>T>A>L>S (Digital) (2020)
- R>E>M>I>X>E>D (Digital) (2020)
- L>I>V>E>M>E>T>A>L (Digital) (2021)

### Sencillos
- R>O>B>O>T>S>R>E>P>R>I>S>E (Digital) (2020)
- Machine Gun Drum (Digital) (2020)
- Untitled Demo 1997 (Digital) (2020)
- The Death Of (Digital y Vinilo) (2021)
- Failed at Math(s)  (Digital) (2023)